# Difluordiazen
Difluordiazen je anorganická sloučenina s chemickým vzorcem N2F2. Při pokojové teplotě je difluordiazen bezbarvý plyn a poprvé byl identifikován v roce 1952 jako produkt tepelného rozkladu azidu FN3. Má strukturu F-N=N-F a existuje jak cis- tak i v trans-formě. Trans izomer je méně stabilní než cis izomer, ale lze ji skladovat ve skleněných nádobách. Cis izomer v čase cca 2 týdnů napadá sklo za vzniku fluoridu křemičitého a oxidu dusného:
2 N2F2 + SiO2 → SiF4 + 2 N2O

## Příprava
Většina metod přípravy difluordiazenu vytváří směs obou izomerů, ale lze připravit i samostatný izomer.
Vodná metoda přípravy zahrnuje N,N-difluoromočovinu s koncentrovaným hydroxidem draselným. Reakce má 40% výtěžek a třikrát vyšším obsahem trans-izomeru než cis-izomeru.
Difluoramin tvoří s fluoridem draselným (nebo fluoridem rubidným či fluoridem cesným) pevnou nestabilní sloučeninu, která se rozkládá na difluordiazen.
Lze jej také připravit fotolýzou tetrafluorhydrazinu a bromu:
N2F4 + Br2 → N2F2 + vedlejší produkty

## Reakce
Cis izomer difluordiazenu reaguje se silnými akceptory fluoridových iontů jako například fluorid antimoničný za vzniku lineárního kationtu [N≡N−F]+. Ten tvoří sůl se vzorcem [N≡N−F]+[SbF6]−:
F−N=N−F + SbF5 → [N≡N−F]+[SbF6]−
Analogicky vzniká reakcí s fluoridem arseničným bílá pevná sůl [N≡N−F]+[AsF6]−:
F−N=N−F + AsF5 → [N≡N−F]+[AsF6]−